# Jim Hogan
Jim Hogan (właśc. James Joseph Hogan, ur. 28 maja 1933 w Croom, zm. 10 stycznia 2015 w Limerick) – irlandzko–brytyjski lekkoatleta maratończyk, złoty medalista mistrzostw Europy w 1966 z Budapesztu.
Urodził się jako James Cregan. Zmienił nazwisko, gdy postanowił reprezentować Wielkiej Brytanię, gdyż mylnie sądził, że uprzednie startowanie w reprezentacji Irlandii mu to uniemożliwi.
Wystąpił w barwach Irlandii na mistrzostwach Europy w 1962 w Belgradzie w biegu na 5000 metrów i biegu na 10 000 metrów, ale nie ukończył żadnej z tych konkurencji. Na letnich igrzyskach olimpijskich w 1964 w Tokio nie ukończył biegu na 10 000 metrów ani biegu maratońskiego.
W kolejnych zawodach reprezentował barwy Wielkiej Brytanii. Odniósł życiowy sukces zwyciężając w maratonie na mistrzostwach Europy w 1966 w Budapeszcie. Na igrzyskach olimpijskich w 1968 w Meksyku zajął 27. miejsce w biegu na 10 000 metrów.
Był wicemistrzem Wielkiej Brytanii (AAA) w biegu na 6 mil w 1963 i brązowym medalistą w 1964, a także wicemistrzem w maratonie w 1966.